# Барру-Дуру

Барру-Дуру на карте штата.

Барру-Дуру (порт. Barro Duro) — муниципалитет в Бразилии, входит в штат Пиауи. Составная часть мезорегиона Северо-центральная часть штата Пиауи. Входит в экономико-статистический микрорегион Медиу-Парнаиба-Пиауиенси. Население составляет 6607 человек на 2010 год. Занимает площадь 159,429 км². Плотность населения — 41,44 чел./км².

## Демография
Согласно сведениям, собранным в ходе переписи 2010 г. Национальным институтом географии и статистики (IBGE), население муниципалитета составляет:
| Полное население                               | Полное население                               | Полное население                               | Полное население                               | 6607  |
| ---------------------------------------------- | ---------------------------------------------- | ---------------------------------------------- | ---------------------------------------------- | ----- |
| в том числе:                                   | Городское население                            | 4789                                           | Процент городского населения, %                | 72,48 |
|                                                | Сельское население                             | 1818                                           | Процент сельского населения, %                 | 27,52 |
|                                                | Мужское население                              | 3230                                           | Процент мужского населения, %                  | 48,89 |
|                                                | Женское население                              | 3377                                           | Процент женского населения, %                  | 51,11 |
| Плотность населения, чел/км²                   | Плотность населения, чел/км²                   | Плотность населения, чел/км²                   | Плотность населения, чел/км²                   | 41,44 |
| Население муниципалитета в % к населению штата | Население муниципалитета в % к населению штата | Население муниципалитета в % к населению штата | Население муниципалитета в % к населению штата | 0,21  |

По данным оценки 2016 года, население муниципалитета составляет 6935 жителей.

## Статистика
- Валовой внутренний продукт на 2003 год составляет 12 200 881,00 реалов (данные: Бразильский институт географии и статистики).
- Валовой внутренний продукт на душу населения на 2003 год составляет 1723,53 реалов (данные: Бразильский институт географии и статистики).
- Индекс развития человеческого потенциала на 2000 год составляет 0,624 (данные: Программа развития ООН).